# Ортігейра
Ортігейра (гал. Ortigueira, ісп. Ortigueira) — муніципалітет в Іспанії, у складі автономної спільноти Галісія, у провінції Ла-Корунья. Населення — 7150 осіб (2009).
Муніципалітет розташований на відстані близько 501 км на північний захід від Мадрида, 55 км на північний схід від Ла-Коруньї.
Муніципалітет складається з таких паррокій: Барбос, Сельтігос, Коусадойро, Коусадойро, Куїнья, Девесос, О-Ермо, Еспасанте, Ос-Фрейрес, Інсуа, Ладрідо, Лойба, Луама, Луїя, Мера-де-Абайшо, Мера-де-Арріба, О-Мостейро, Ас-Невес, Ортігейра, Сан-Клаудіо, Сенра, Вейга.

## Демографія
Динаміка населення (INE ):

## Галерея зображень

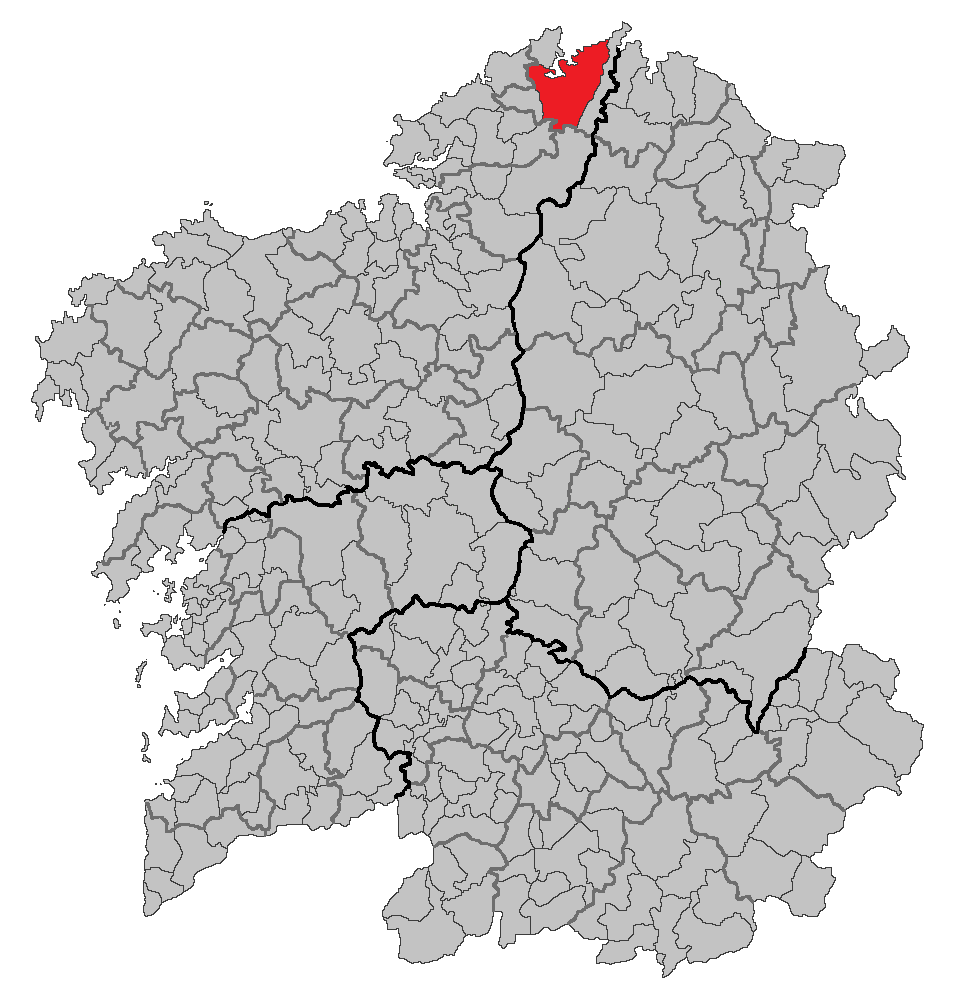
Розташування муніципалітету
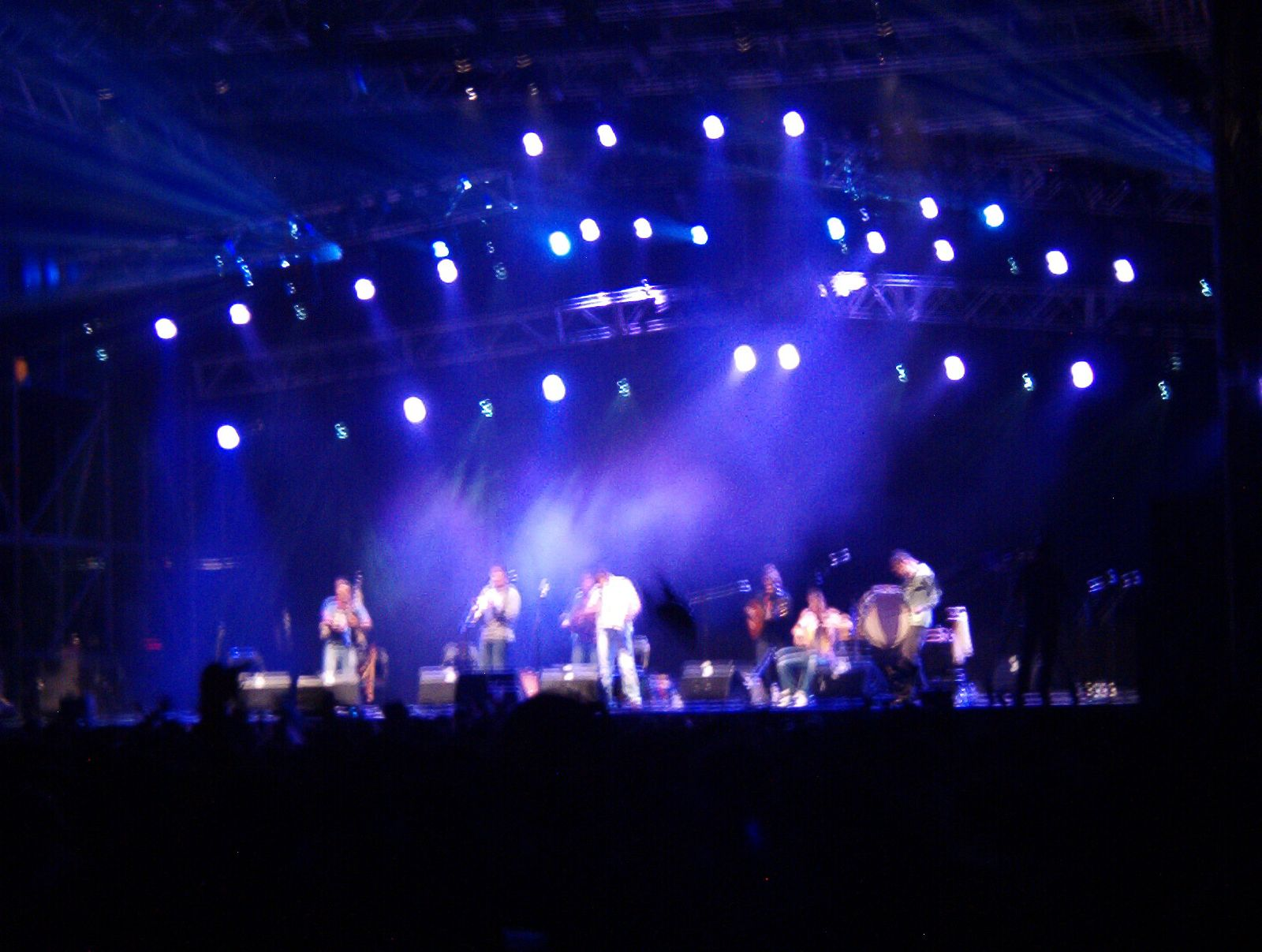
Концерт